# Collegio di Banff and Buchan
Banff and Buchan è stato un collegio elettorale scozzese della Camera dei comuni del Parlamento del Regno Unito. Eleggeva un membro del Parlamento con il sistema maggioritario a turno unico.
Il seggio è stato detenuto dal Partito Nazionale Scozzese dal 1987, con l'ex Primo Ministro della Scozia Alex Salmond che rappresentò il collegio a Westminster fino al 2010. Nel 2010 gli successe Eilidh Whiteford. La percentuale di voto del SNP cadde tuttavia sotto il 50% per la prima volta nel 1992, a causa di una forte concorrenza del Partito Conservatore. Alle elezioni generali nel Regno Unito del 2015 il SNP ottenne il miglior risultato nel collegio, con Whiteford che ottenne oltre il 60% dei voti e aumentò il proprio margine al 31,4%. 
Pur non esistendo una rilevazione esatta, dato che il collegio di Banff and Buchan non ha gli stessi confini dei distretti scozzesi, è stato calcolato che al referendum sull'indipendenza della Scozia del 2014 Banff and Buchan ha votato a favore dell'indipendenza scozzese e ha votato per lasciare l'Unione europea al 54% al Referendum sulla permanenza del Regno Unito nell'Unione europea del 2016.
Il collegio è stato abolito in occasione della revisione del 2024; la sua area è stata espansa verso la parte orientale di Moray, ed è stato rinominato Aberdeenshire North and Moray East.
Si trattava di un collegio prevalentemente rurale, e comprende le città di Fraserburgh, Peterhead e Turriff; le principali industrie erano la pesca ed il turismo.

## Membri del Parlamento
| Elezione | Elezione         | Deputato                                                            | Partito                                                             |
| -------- | ---------------- | ------------------------------------------------------------------- | ------------------------------------------------------------------- |
|          | 1983             | Albert McQuarrie                                                    | Conservatore                                                        |
|          | 1987             | Alex Salmond                                                        | SNP                                                                 |
| 2010     | Eilidh Whiteford | SNP                                                                 |                                                                     |
|          | 2017             | David Duguid                                                        | Conservatore                                                        |
|          | 2024             | Collegio abolito e sostituito da Aberdeenshire North and Moray East | Collegio abolito e sostituito da Aberdeenshire North and Moray East |

## Risultati elettorali

### Elezioni negli anni 2010
| Partito                    | Partito                                   | Candidato                  | Risultati 12 dicembre 2019 | Risultati 12 dicembre 2019 |
| Partito                    | Partito                                   | Candidato                  | Voti                       | %                          |
| -------------------------- | ----------------------------------------- | -------------------------- | -------------------------- | -------------------------- |
|                            | Conservatore                              | David Duguid               | 21 182                     | 50,12                      |
|                            | SNP                                       | Paul Robertson             | 17 064                     | 40,38                      |
|                            | Lib Dem                                   | Alison Smith               | 2 280                      | 5,40                       |
|                            | Laburista                                 | Brian Balcombe             | 1 734                      | 4,10                       |
|                            |                                           |                            |                            |                            |
| Iscritti                   | Iscritti                                  | Iscritti                   | 66 655                     | 100,00                     |
| ↳ Votanti (% su iscritti)  | ↳ Votanti (% su iscritti)                 | ↳ Votanti (% su iscritti)  | 42 356                     | 63,55                      |
| ↳ Astenuti (% su iscritti) | ↳ Astenuti (% su iscritti)                | ↳ Astenuti (% su iscritti) | 24 299                     | 36,45                      |
|                            |                                           |                            |                            |                            |
|                            | Esito: collegio confermato a Conservatore |                            |                            |                            |

| Partito                    | Partito                                     | Candidato                  | Risultati 8 giugno 2017 | Risultati 8 giugno 2017 |
| Partito                    | Partito                                     | Candidato                  | Voti                    | %                       |
| -------------------------- | ------------------------------------------- | -------------------------- | ----------------------- | ----------------------- |
|                            | Conservatore                                | David Duguid               | 19 976                  | 47,97                   |
|                            | SNP                                         | Eilidh Whiteford           | 16 283                  | 39,10                   |
|                            | Laburista                                   | Caitlin Stott              | 3 936                   | 9,45                    |
|                            | Lib Dem                                     | Galen Milne                | 1 448                   | 3,48                    |
|                            |                                             |                            |                         |                         |
| Iscritti                   | Iscritti                                    | Iscritti                   | 67 653                  | 100,00                  |
| ↳ Votanti (% su iscritti)  | ↳ Votanti (% su iscritti)                   | ↳ Votanti (% su iscritti)  | 41 643                  | 61,55                   |
| ↳ Astenuti (% su iscritti) | ↳ Astenuti (% su iscritti)                  | ↳ Astenuti (% su iscritti) | 26 010                  | 38,45                   |
|                            |                                             |                            |                         |                         |
|                            | Esito: collegio passa da SNP a Conservatore |                            |                         |                         |

| Partito                    | Partito                          | Candidato                  | Risultati 7 maggio 2015 | Risultati 7 maggio 2015 |
| Partito                    | Partito                          | Candidato                  | Voti                    | %                       |
| -------------------------- | -------------------------------- | -------------------------- | ----------------------- | ----------------------- |
|                            | SNP                              | Eilidh Whiteford           | 27 487                  | 60,24                   |
|                            | Conservatore                     | Alex Johnstone             | 13 148                  | 28,82                   |
|                            | Laburista                        | Sumon Hoque                | 2 647                   | 5,80                    |
|                            | Lib Dem                          | David Evans                | 2 347                   | 5,14                    |
|                            |                                  |                            |                         |                         |
| Iscritti                   | Iscritti                         | Iscritti                   | 68 615                  | 100,00                  |
| ↳ Votanti (% su iscritti)  | ↳ Votanti (% su iscritti)        | ↳ Votanti (% su iscritti)  | 45 629                  | 66,50                   |
| ↳ Astenuti (% su iscritti) | ↳ Astenuti (% su iscritti)       | ↳ Astenuti (% su iscritti) | 22 986                  | 33,50                   |
|                            |                                  |                            |                         |                         |
|                            | Esito: collegio confermato a SNP |                            |                         |                         |

| Partito                    | Partito                          | Candidato                  | Risultati 6 maggio 2010 | Risultati 6 maggio 2010 |
| Partito                    | Partito                          | Candidato                  | Voti                    | %                       |
| -------------------------- | -------------------------------- | -------------------------- | ----------------------- | ----------------------- |
|                            | SNP                              | Eilidh Whiteford           | 15 868                  | 41,25                   |
|                            | Conservatore                     | Jimmy Buchan               | 11 841                  | 30,78                   |
|                            | Laburista                        | Glen Reynolds              | 5 382                   | 13,99                   |
|                            | Lib Dem                          | Galen Milne                | 4 365                   | 11,35                   |
|                            | BNP                              | Richard Payne              | 1 010                   | 2,63                    |
|                            |                                  |                            |                         |                         |
| Iscritti                   | Iscritti                         | Iscritti                   | 64 324                  | 100,00                  |
| ↳ Votanti (% su iscritti)  | ↳ Votanti (% su iscritti)        | ↳ Votanti (% su iscritti)  | 38 466                  | 59,80                   |
| ↳ Astenuti (% su iscritti) | ↳ Astenuti (% su iscritti)       | ↳ Astenuti (% su iscritti) | 25 858                  | 40,20                   |
|                            |                                  |                            |                         |                         |
|                            | Esito: collegio confermato a SNP |                            |                         |                         |

La variazione a vantaggio dei conservatori a Banff e Buchan fu la maggiore crescita in Scozia alle elezioni del 2010.

### Elezioni negli anni 2000
| Partito                    | Partito                          | Candidato                  | Risultati 5 maggio 2005 | Risultati 5 maggio 2005 |
| Partito                    | Partito                          | Candidato                  | Voti                    | %                       |
| -------------------------- | -------------------------------- | -------------------------- | ----------------------- | ----------------------- |
|                            | SNP                              | Alex Salmond               | 19 044                  | 51,17                   |
|                            | Conservatore                     | Sandy Wallace              | 7 207                   | 19,37                   |
|                            | Lib Dem                          | Eleanor Anderson           | 4 952                   | 13,31                   |
|                            | Laburista                        | Rami Okasha                | 4 476                   | 12,03                   |
|                            | Cristiano                        | Victor Ross                | 683                     | 1,84                    |
|                            | UKIP                             | Kathleen Kemp              | 442                     | 1,19                    |
|                            | Socialista                       | Steve Will                 | 412                     | 1,11                    |
|                            |                                  |                            |                         |                         |
| Iscritti                   | Iscritti                         | Iscritti                   | 65 752                  | 100,00                  |
| ↳ Votanti (% su iscritti)  | ↳ Votanti (% su iscritti)        | ↳ Votanti (% su iscritti)  | 37 216                  | 56,60                   |
| ↳ Astenuti (% su iscritti) | ↳ Astenuti (% su iscritti)       | ↳ Astenuti (% su iscritti) | 28 536                  | 43,40                   |
|                            |                                  |                            |                         |                         |
|                            | Esito: collegio confermato a SNP |                            |                         |                         |

| Partito                    | Partito                          | Candidato                  | Risultati 7 giugno 2001 | Risultati 7 giugno 2001 |
| Partito                    | Partito                          | Candidato                  | Voti                    | %                       |
| -------------------------- | -------------------------------- | -------------------------- | ----------------------- | ----------------------- |
|                            | SNP                              | Alex Salmond               | 16 710                  | 54,24                   |
|                            | Conservatore                     | Sandy Wallace              | 6 207                   | 20,15                   |
|                            | Laburista                        | Ted Harris                 | 4 363                   | 14,16                   |
|                            | Lib Dem                          | Douglas Herbison           | 2 769                   | 8,99                    |
|                            | Socialista                       | Alice Rowan                | 447                     | 1,45                    |
|                            | UKIP                             | Eric Davidson              | 310                     | 1,01                    |
|                            |                                  |                            |                         |                         |
| Iscritti                   | Iscritti                         | Iscritti                   | 56 628                  | 100,00                  |
| ↳ Votanti (% su iscritti)  | ↳ Votanti (% su iscritti)        | ↳ Votanti (% su iscritti)  | 30 806                  | 54,40                   |
| ↳ Astenuti (% su iscritti) | ↳ Astenuti (% su iscritti)       | ↳ Astenuti (% su iscritti) | 25 822                  | 45,60                   |
|                            |                                  |                            |                         |                         |
|                            | Esito: collegio confermato a SNP |                            |                         |                         |

## Risultati dei referendum
|  | Collegio         | Lasciare UE % | Rimanere in UE % |
|  | ---------------- | ------------- | ---------------- |
|  | Banff and Buchan | 54,0%         | 46,0%            |
|  | Scozia           | 38,0%         | 62,0%            |
|  | Regno Unito      | 51,9%         | 48,1%            |